# Tomba Pola
La tomba Pola è un'antica sepoltura etrusca situata nella necropoli di Poggio Prisca a Sovana, presso il parco archeologico Città del Tufo, nel comune di Sorano.

## Storia e descrizione
Databile al III secolo a.C., la tomba Pola è situata a circa 400 metri dalla tomba Ildebranda, sul costone di Poggio Prisca nei pressi della strada provinciale che conduce a San Martino sul Fiora.
La sepoltura, di tipo a tempio, è situata accanto a un grande antro con resti di antiche strutture rupestri, ed era in passato caratterizzata da otto colonne poste su un podio, delle quali ne rimane una soltanto. Sotto al tempio è situato il dromos, lungo quindici metri, che conduce all'interno della camera sepolcrale a pianta cruciforme. Il pronao conserva ancora dei cassettoni a riquadrature piane che ospitavano i sarcofaghi.